# Zeche Leipzig
Die Zeche Leipzig ist ein ehemaliges Steinkohlenbergwerk in Bommern-Hohenstein. Das Bergwerk war nur wenige Jahre in Betrieb. Das Bergwerk gehörte zum Bergrevier Östlich Witten.

## Bergwerksgeschichte
Am 14. Februar des Jahres 1851 wurde ein Längenfeld verliehen. Das Längenfeld war die östliche Verlängerung des Nordflügels der Zeche Braunschweig. Im Jahr 1857 kam es zu Unstimmigkeiten mit der Zeche Frischauf, da diese mit ihrem flachen Schacht die Markscheide der Zeche Leipzig erreicht hatte. Im Jahr 1858 wurde ein Vertrag mit der Zeche Nachtigall Tiefbau geschlossen, in dem geregelt wurde, dass die Zeche Nachtigall Tiefbau einen Teil der Grubenfeldes der Zeche Leipzig lösen sollte. Diese Maßnahme diente dem Schutz des vorhandenen Sicherheitspfeilers gegen Schädigung durch Standwasser. Mit der Zeche Frischauf konnte in diesem Jahr keine Einigung bezüglich der Markscheideprobleme erzielt werden. Zum Ende des Jahres 1859 wurde die Zeche Leipzig in Betrieb genommen. Die abgebauten Kohlen wurden im Schacht Catharina der Zeche Nachtigall Tiefbau gefördert. Im Jahr 1860 wurde Abbau betrieben. Im Jahr 1865 wurde über der 8. Sohle der Zeche Nachtigall Tiefbau abgebaut. Diese Sohle lag bei einer seigeren Teufe von 272 Metern. In diesem Jahr waren vier Bergleute auf der Zeche Leipzig beschäftigt. Im Jahr 1867 wurde ein Feldertausch mit der Zeche Frischauf vorgenommen. In diesem Jahr wurden von sieben Bergleuten 2848 Tonnen Steinkohle gefördert. Im 2. Halbjahr des Jahres 1868 wurde die Zeche Leipzig stillgelegt.